# Talemzane
Koordinaten: 33° 18′ 54″ N, 4° 2′ 7″ O

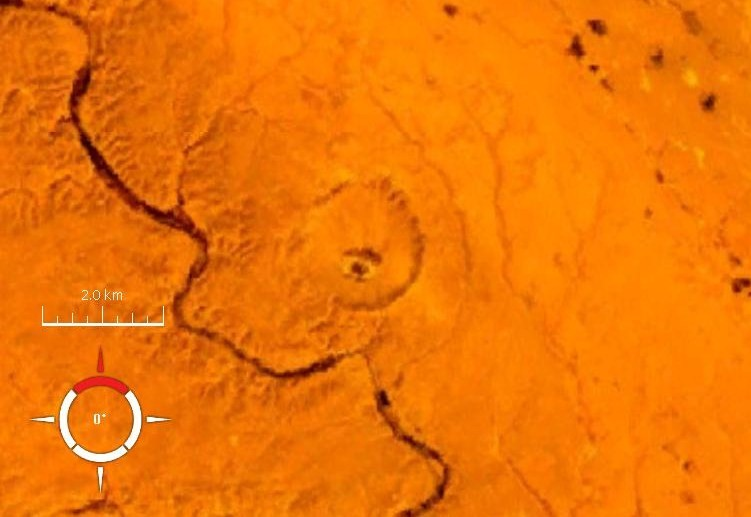
Satellitenbild des Kraters (Landsat)

Talemzane ist die Bezeichnung für einen algerischen Einschlagkrater mit 1750 m Durchmesser. Die Impaktstruktur ist jünger als 3 Millionen Jahre.